# Competición en el mercado de los lanzamientos espaciales
La competencia en el mercado de los lanzamientos espaciales es la manifestación  de las fuerzas de mercado en el negocio de los proveedores de servicios de lanzamiento espacial. En particular, es la tendencia de las dinámicas de competencia entre las capacidades de lanzamiento espacial a distintos precios, marcando una influencia mayor en la compra de lanzaderas espaciales que la considerada tradicionalmente en las políticas del país de fabricación o de la entidad nacional que los utiliza, regulando o licenciando el servicio de lanzamiento.
Siguiendo el advenimiento de tecnología de vuelo espacial a finales de la década de 1950, los servicios de lanzaderas espaciales se desarrollaron exclusivamente en los programas nacionales. Más tarde en el siglo XX otros operadores comerciales se convertirían en importantes clientes de los proveedores lanzaderas espaciales. La competición internacional para el mercado de lanzamiento de satélites de comunicaciones se veía cada vez más influenciado por los intereses comerciales. Aun así, incluso durante este periodo,  los lanzamientos de satélites de comunicaciones gubernamentales y comerciales utilizaban lanzaderas espaciales construidas con la financiación y la especificación proporcionadas exclusivamente por los gobiernos.
A principios de la década de 2010, comenzaron a surgir lanzaderas espaciales y servicios de lanzamiento espacial desarrollados por empresas privadas. Estas empresas tienen ahora una motivación principalmente económica, a diferencia de los intereses meramente políticos de las décadas anteriores. Como consecuencia, el negocio de los lanzamientos espaciales experimentó una drástica bajada de precios junto con la aparición de nuevas características, lo que propoció el inicio de una nueva fase en el mercado de los lanzamientos espaciales.

## Historia
En las décadas tempranas de la Edad Espacial, comprendidas entre 1950 y 2000, las agencias espaciales nacionales de la Unión soviética y los Estados Unidos fueron pioneras en el desarrollo de tecnología espacial.  A ello se sumó la colaboración con las oficinas de diseño afiliadas en la URSS y los contratos con empresas comerciales en Estados Unidos. Todos los diseños de cohetes se construyeron explícitamente para fines gubernamentales. La Agencia Espacial Europea (ESA) se creó en 1975, siguiendo en gran medida el mismo modelo de desarrollo de la tecnología espacial. Otras agencias espaciales nacionales -como la CNSA de China y la ISRO de la India- también financiaron el desarrollo de sus propios diseños nacionales.
Los satélites de comunicaciones eran el principal mercado no gubernamental. Aunque la competencia en materia de lanzamientos en los primeros años después de 2010 solo se produjo en y entre los proveedores de lanzamientos comerciales globales, el mercado estadounidense de lanzamientos espaciales militares comenzó a experimentar competencia entre múltiples proveedores en 2015, cuando el gobierno estadounidense comenzó a relajar su acuerdo de monopolio con United Launch Alliance (ULA) para los lanzamientos espaciales militares. Para el 2018 el monopolio de la ULA con el gobierno estadounidense había desaparecido.
A mediados de 2017, los resultados de la presión competitiva sobre los precios de los lanzamientos espaciales comerciales se podía observar en el número de lanzamientos espaciales realizados. Con la técnología de SpaceX de recuperación de propulsores de primera etapa, las misiones con equipo desechable se han convertido en una rareza. Pero este nuevo panorama no ha llegado sin un coste. Muchos proveedores de lanzamientos espaciales están gastando capital en desarrollar nuevas tecnologías de vuelos espaciales reutilizables de menor coste. Solo SpaceX había gastado unos 1.000 millones de dólares en 2017 para desarrollar la capacidad de reutilizar los propulsores de clase orbital en el siguiente vuelo.
Para 2021, el monopolio que hasta entonces tenían los estados nación de ser las únicas entidades que financiaban, entrenaban y enviaban astronautas para la exploración espacial humana estaba terminando, ya que la primera misión con personal exclusivamente privado -Inspiration4- está programada para lanzarse a finales de 2021. El cohete y la cápsula para el vuelo, el entrenamiento y la financiación son proporcionados por compañías privadas al margen del proceso tradicional de la NASA que había mantenido el monopolio estadounidense desde principios de los años sesenta.

### La década de los setenta y los ochenta: los primeros satélites comerciales
Los satélites comerciales no militares empezaron a lanzarse en volumen en las décadas de 1970 y 1980. Los servicios de lanzamiento se abastecían exclusivamente con vehículos de lanzamiento desarrollados originalmente para diversos programas militares de la Guerra Fría, con sus correspondientes estructuras de costes.
El periodista de SpaceNews, Peter B. De Selding, afirmó que los dirigentes del gobierno francés y el consorcio Arianespace "prácticamente inventaron el negocio de los lanzamientos comerciales en la década de 1980" principalmente "al ignorar las garantías del gobierno estadounidense de que el transbordador espacial reutilizable dejaría obsoletos los vehículos de lanzamiento desechables como Ariane".
Antes de finales de la década de 2000, apenas surgió competencia dentro de ningún mercado nacional. Surgió cierta competencia comercial global entre los proveedores nacionales de varios estados nación para el lanzamiento de satélites comerciales internacionales. En Estados Unidos, a finales de 2006, las estructuras de alto coste incorporadas a las lanzaderas espaciales Delta IV de Boeing y Atlas V de Lockheed Martin de los contratistas gubernamentales dejaban pocas oportunidades comerciales a los proveedores de servicios de lanzaderas espaciales estadounidenses, pero sí a los propulsores rusos de bajo coste basados en los restos de la tecnología de misiles militares de la Guerra Fría.
Simon P. Worden, de DARPA, y Jess Sponable, de la USAF, analizaron la situación en 2006 y afirmaron que "un punto de interés es el sector privado emergente, que [entonces] perseguía vuelos suborbitales o vuelos de pequeña elevación". Concluyeron que "aunque estos vehículos satisfacen necesidades muy limitadas de vuelos espaciales del Departamento de Defensa de EE.UU. o de la Administración Nacional de Aeronáutica y del Espacio, ofrecen posibles importantes pasos de la demostración tecnológica para sistemas más capaces que se necesitarán en el futuro"; demostrando capacidades que crecerían en los próximos cinco años, al tiempo que soportan tarifas sustancialmente inferiores a las ofrecidas por los proveedores nacionales.

### La década de 2010: Competición y presión sobre los precios
| Cohete        | Cohete                  | Origen                       | Primer lanzamiento | 2010 | 2011 | 2012 | 2013 | 2014 | 2015 | 2016 | 2017 | 2018 | 2019 | 2020 |
| ------------- | ----------------------- | ---------------------------- | ------------------ | ---- | ---- | ---- | ---- | ---- | ---- | ---- | ---- | ---- | ---- | ---- |
|               | Ariane 5                | Unión Europea                | 1996               | 12   | 8    | 12   | 6    | 10   | 12   | 10   | 10   | 9    | 8    | 7    |
|               | Proton-M                | Rusia                        | 2001               | 8    | 7    | 11   | 8    | 8    | 7    | 3    | 3    | 0    | 3    | 0    |
|               | Soyuz-2                 | Rusia                        | 2006               | 1    | 5    | 4    | 5    | 8    | 6    | 5    | 5    | 5    | 6    | 4    |
|               | PSLV                    | India                        | 2007               | 1    | 2    | 2    | 2    | 1    | 3    | 3    | 2    | 3    | 3    | 1    |
|               | Falcon 9 / Falcon Heavy | Estados Unidos               | 2010               | 0    | 0    | 0    | 2    | 4    | 5    | 8    | 12   | 16   | 11   | 18   |
|               | Electron                | Estados Unidos Nueva Zelanda | 2017               |      |      |      |      |      |      |      | 0    | 3    | 6    | 6    |
|               | Vega                    | Unión Europea                | 2012               |      |      | 0    | 1    | 1    | 2    | 2    | 4    | 2    | 2    | 1    |
|               | Kuaizhou 1A             | China                        | 2017               |      |      |      |      |      |      |      | 1    | 1    | 4    | 1    |
|               | Others                  | -                            | -                  | 7    | 10   | 5    | 7    | 5    | 6    | 6    | 4    | 5    | 1    | 4    |
| Mercado total | Mercado total           | Mercado total                | Mercado total      | 29   | 32   | 34   | 31   | 37   | 41   | 37   | 41   | 44   | 44   | 42   |

1. ↑  
Sheehan, Michael (22 de diciembre de 2010). «Rising Powers : Competition and Cooperation in the new Asian 'Space Race'». RUSI Journal 155 (6): 44-50. doi:10.1080/03071847.2010.542669. «Asia's rising powers are developing indigenous space programmes at a startling pace. Though some hedging behaviour is apparent, most are designed to bolster technological autonomy and augment national prestige. Nevertheless, China and India are both pursuing anti-satellite capabilities. Not yet a full-blown race, both competition and cooperation is possible between Asia's giants.»
2. ↑  
Nagappa, Rajaram (2 de diciembre de 2016). «Development of Space Launch Vehicles in India». Astropolitics : The International Journal of Space Politics & Policy 14 (2–3): 158-176 https://www.tandfonline.com/doi/full/10.1080/14777622.2016.1244877. Bibcode:2016AstPo..14..158N. doi:10.1080/14777622.2016.1244877. «The Indian space program is a spacefaring success story with demonstrated capability in the design and building of application and scientific satellites, and the means to launch them into desired orbits. The end-to-end mission planning and execution capability comes with a high emphasis on self-reliance. Sounding rockets and small satellite launch vehicles provided the initial experience base for India. This experience was consolidated and applied to realize larger satellite launch vehicles. While many of the launch vehicle technologies were indigenously developed, the foreign acquisition of liquid propulsion technologies did help in catalyzing the development efforts. In this case, launch vehicle concept studies showed the inevitability of using a cryogenic upper stage for geosynchronous Earth orbit missions, which proved to be difficult technically and encountered substantial delays, given the geopolitical situation. However, launch capability matured from development to operational phases, and today, India’s Polar Satellite Launch Vehicle and Geosynchronous Satellite Launch Vehicle are in a position to meet both domestic and international market demands.»
3. ↑  Davenport, Christian (16 de noviembre de 2015). «ULA bows out of Pentagon launch competition, paving way for SpaceX». Archivado desde el original el 17 de noviembre de 2015. Consultado el 17 de noviembre de 2015. «Faced with competition for the first time, the United Launch Alliance said Monday that it would not bid on the next contract to send Pentagon satellites into space, a stunning announcement for a company that held a monopoly on national security launches for a decade.»
4. ↑  de Selding, Peter B. (16 de marzo de 2016). «ULA intends to lower its costs, and raise its cool, to compete with SpaceX». Consultado el 19 de marzo de 2016. «A de facto monopoly was born with U.S. government blessing and with a series of lucrative U.S. government contracts whose principal goal was reliability and capability, not value for money.»
5. ↑  
Berger, Eric (12 de agosto de 2019). «Four rocket companies are competing for Air Force funding, and it is war». Consultado el 21 de agosto de 2019.
6. ↑  Erwin, Sandra (24 de enero de 2018). «To stay competitive in the launch business, ULA courts commercial customers». Consultado el 28 de junio de 2018. «ULA no longer has a monopoly in national security space launches and near-term demand for such launches is expected to soften, so commercial payloads have become more important to the bottom line.»
7. ↑  «SpaceX crests double-digit marker, notching tenth launch this year». spacenews.com. 6 de julio de 2017. Consultado el 25 de agosto de 2018.
8. ↑  Mosher, Dave (21 de junio de 2017). «Elon Musk spent $1 billion developing SpaceX's reusable rockets — here's how fast he might recoup it all». Archivado desde el original el 13 de enero de 2019. Consultado el 13 de enero de 2019. «It's been 15 years to get to this point ... So far, developing this capability has cost SpaceX about $1 billion.».
9. ↑  Davenport, Christian (25 de febrero de 2021). «As private companies erode government’s hold on space travel, NASA looks to open a new frontier». Consultado el 26 de febrero de 2021.
10. ↑  Stromberg, Joseph (4 de septiembre de 2015). «How did private companies get involved in space?». Archivado desde el original el 11 de octubre de 2015. Consultado el 14 de octubre de 2015. «the first object in space built entirely by a private company was Telstar 1, a communications satellite launched into orbit by a NASA rocket in 1962. Telstar was followed by hundreds of other private satellites involved in communication and other fields. For decades, US government policy dictated that only NASA was allowed to put these satellites into space, but in 1984, as part of a broader move toward deregulation, Congress passed a law allowing private companies to conduct their own launch their own payloads [and further broadened that legal regime in 1990.]».
11. ↑  
«Arianespace Surpassed SpaceX in Commercial Launch Orders in 2015». 6 de enero de 2015. Consultado el 9 de enero de 2016.
12. 1 2  
Worden, Simon P.; Sponable, Jess (22 de septiembre de 2006). «Access to Space: A Strategy for the Twenty-First Century». Astropolitics : The International Journal of Space Politics & Policy 4 (1): 69-83. Bibcode:2006AstPo...4...69W. doi:10.1080/14777620600762857. «The United States (US) launch infrastructure is at a crisis point. Human access to space embodied in the Space Shuttle is due to be phased out by 2010. Currently, there are no heavy lift, 100 ton class launchers to support the US national vision for space exploration. Medium and large expendable launch providers, Boeing's Delta IV, and Lockheed-Martin's Atlas V Evolved Expendable Launch Vehicles are so expensive that the Delta no longer carries commercial payloads and the Atlas is unlikely to show significant growth without equally significant cost reductions and commercial traffic growth. This set of circumstances questions US dependence on these launch vehicles for national security purposes. High cost growth also exists with small launch vehicles, such as Pegasus, and the promising new field of small and microsatellites is little developed in the US, while foreign efforts, particularly European, are expanding largely on the availability of low-cost Russian boosters. One bright point is the emerging private sector, which is initially pursuing suborbital or small lift capabilities. Although such vehicles support very limited US Department of Defense or National Aeronautics and Space Administration spaceflight needs, they do offer potential technology demonstration stepping stones to more capable systems needed in the future of both agencies. This article outlines the issues and potential options for the US Government to address these serious shortcomings.»
13. ↑  «Europe to press ahead with Ariane 6 rocket». BBC News. Archivado desde el original el 15 de julio de 2015. Consultado el 25 de junio de 2015.
14. ↑  Primer lanzamiento de las versiones competitivas de las versiones PSLV-CA y PSLV-XL (2007 y 2008)
15. ↑  El vuelo inaugural de Vega no fue comercial
16. ↑  Excluyendo dos vuelos de demostración de la versión Kuaizhou-1 en 2013 y 2014
17. ↑   Atlas + Delta, excluyendo las misiones militares y el GPS; Dnepr, Rokot, Zenit

Desde el los inicios de la década de los 2010, han surgido nuevas opciones privadas para vuelos espaciales, lo que supuso una importante presión sobre los precios del mercado existente.
Antes de 2013, la europea Arianespace, que vuela con el Ariane 5, y International Launch Services (ILS), que comercializa el vehículo ruso Protón, dominaban el mercado de lanzamiento de satélites de comunicaciones. En noviembre de 2013, Arianespace anunció una nueva tarifa de precios flexibles para los "satélites más ligeros" que lleva a bordo de su Ariane 5, en respuesta a la creciente presencia de SpaceX en el mercado mundial de lanzamientos espaciales.
| Vehículo lanzador      | Coste de carga por kg |
| ---------------------- | --------------------- |
| Vanguard               | $1,000,000            |
| Transbordador Espacial | $54,500               |
| Electron               | $19,039               |
| Terran 1               | $9,600                |
| Ariane 5G              | $9,167                |
| Long March 3B          | $4,412                |
| Protón                 | $4,320                |
| Falcon 9               | $2,720                |
| Falcon Heavy           | $1,400                |
| Starship (Previsto)    | $10                   |

A principios de diciembre de 2013, SpaceX realizó su primer lanzamiento a una órbita de transferencia geoestacionaria proporcionando una credibilidad adicional a sus bajos precios que se venían publicando desde al menos 2009. Los bajos precios de lanzamiento ofrecidos por la empresa, especialmente para los satélites de comunicaciones en la órbita geoestacionaria (GTO), provocaron la presión del mercado sobre sus competidores para que bajaran sus precios.
A finales de 2013, con un precio de 56,5 millones de dólares por lanzamiento a la órbita terrestre baja, "los cohetes Falcon 9 [eran] ya los más baratos del sector. Los Falcon 9 reutilizables podrían reducir el precio en un orden de magnitud, provocando la aparición de más empresas espaciales, lo que a su vez reduciría aún más el coste de acceso al espacio gracias a las economías de escala."
El precio de las misiones GTO de Falcon 9 en 2014 fue aproximadamente 15 millones de dólares menos que un lanzamiento con un Long March 3B chino. A pesar de que los precios de SpaceX son algo más bajos que los del Long March, el Gobierno chino y la empresa Great Wall Industry —que comercializa el Long March para misiones de satélites de comunicaciones— tomaron la decisión de mantener los precios de lanzamiento de satélites de comunicaciones en aproximadamente 70 millones de dólares.

A principios de 2014, la ESA solicitó a los gobiernos europeos subvenciones adicionales para hacer frente a la competencia de SpaceX. Al seguir enfrentándose a una "dura competencia en materia de precios", en abril siete empresas europeas operadoras de satélites -entre ellas las cuatro mayores del mundo por ingresos anuales- solicitaron a la ESA:
"encontrar formas inmediatas de reducir los costes de lanzamiento del cohete Ariane 5 y, a más largo plazo, hacer que el vehículo Ariane 6 de próxima generación sea más atractivo para los satélites de telecomunicaciones más pequeños. Es necesario realizar esfuerzos considerables para restablecer la competitividad en el precio del actual lanzador europeo si Europa quiere mantener su situación en el mercado. A corto plazo, una política de precios más favorable para los pequeños satélites que actualmente son objetivo de SpaceX parece indispensable para mantener el manifiesto de lanzamiento de Ariane fuerte y bien poblado."
En las ofertas competitivas durante 2013 y principios de 2014, SpaceX estaba ganando muchos clientes de lanzamiento que antes "habrían sido clientes casi seguros del consorcio de lanzamiento europeo Arianespace, con precios de 60 millones de dólares o menos." Ante la competencia directa de SpaceX en el mercado, el gran proveedor de lanzamientos estadounidense United Launch Alliance (ULA) anunció en 2014 cambios estratégicos para reestructurar su negocio de lanzamientos -sustituyendo dos familias de lanzaderas (Atlas V y Delta IV) por la nueva arquitectura Vulcan- al tiempo que ponía en marcha un programa de desarrollo iterativo e incremental para construir un sistema de lanzamiento parcialmente reutilizable y de mucho menor coste durante la próxima década.
En junio de 2014,  el director general de Arianespace, Stéphane Israël [fr] anunció que los esfuerzos europeos para seguir siendo competitivos en respuesta al reciente éxito de SpaceX habían comenzado en serio. Esto incluía la creación de una nueva empresa conjunta de los dos mayores accionistas de Arianespace: el productor de lanzaderas Airbus y el productor de motores Safran. En esa época no se dieron más detalles sobre los esfuerzos para ser más competitivos.
En agosto de 2014, Eutelsat, el tercer operador mundial de servicios satelitales por ingresos, indicó que planeaba gastar aproximadamente 100 millones de euros menos cada año en los próximos tres años, debido a los precios más bajos de los servicios de lanzamiento y a la transición de sus satélites de comunicaciones a la propulsión eléctrica. Indicaron que estaban obteniendo los precios más bajos que pueden obtener de SpaceX contra Arianespace en las negociaciones para los contratos de lanzamiento.
En diciembre de 2014, Arianespace había seleccionado un diseño y comenzado el desarrollo del Ariane 6, su nueva entrada en el mercado de lanzamientos comerciales con el objetivo de ofrecer servicios de lanzamiento a precios más competitivos, con vuelos operativos previstos para comenzar en 2020.
En octubre de 2014, ULA anunció una importante reestructuración de los procesos y la plantilla para reducir los costes de lanzamiento a la mitad. Una de las razones aducidas para la reestructuración y los nuevos objetivos de reducción de costes, era la competencia de SpaceX. ULA había tenido menos "éxito a la hora de conseguir contratos para el lanzamiento de satélites privados, comerciales de comunicaciones y de observación de la Tierra" que en el lanzamiento de cargas útiles militares estadounidenses, pero el CEO Tory Bruno creía que el nuevo lanzador de menor coste podría ser competitivo y tener éxito en el sector de los satélites comerciales. La Oficina de Rendición de Cuentas del Gobierno de EE. UU. calculó que el coste medio de cada lanzamiento de cohetes de ULA para el Gobierno de EE.UU. había ascendido a unos 420 millones de dólares en 2014 .
En noviembre de 2014, SpaceX "ya había empezado a quitarle cuota de mercado" a Arianespace. El CEO de Eutelsat, Michel de Rosen, dijo, en referencia al programa de la ESA para desarrollar el Ariane 6, que "cada año que pase verá a SpaceX avanzar, ganar cuota de mercado y reducir aún más sus costes gracias a las economías de escala." Los ministros de investigación del gobierno europeo aprobaron el desarrollo del nuevo cohete europeo -Ariane 6- en diciembre de 2014, proyectando que el cohete sería "más barato de construir y de operar" y que "métodos más modernos de producción y un ensamblaje simplificado para tratar de reducir los costes por unidad", además de que "el diseño modular del cohete puede adaptarse a una amplia gama de tipos de satélites y misiones [por lo que] debería obtener más economías por su uso frecuente."
En 2015, la ESA se esforzaba por reorganizarse para reducir la burocracia y disminuir las ineficiencias en el gasto en lanzadoras y satélites, que históricamente había estado ligado a la cantidad de fondos fiscales que cada país le ha aportado.
En mayo de 2015, ULA declaró que quebraría a menos que consiguiera pedidos de lanzamiento de satélites comerciales y civiles para compensar un esperado desplome en lanzamientos militares y de espionaje de Estados Unidos. En 2015, SpaceX seguía siendo "el proveedor de bajo coste del sector". Sin embargo, en el mercado de los lanzamientos espaciales de cargas militares estadounidenses, ULA no tuvo competencia durante casi una década, desde la formación de la empresa conjunta ULA a partir de Lockheed Martin y Boeing en 2006. Sin embargo, SpaceX también estaba alterando el acuerdo tradicional de lanzamiento espacial militar en EE.UU., que en 2014 fue calificado de monopolio por el analista espacial Marco Cáceres y criticado por algunos miembros del Congreso estadounidense. En mayo de 2015, el Falcon 9 v1.1 de SpaceX fue certificado por la USAF para competir en el lanzamiento de muchos de los costosos satélites que se consideran esenciales para la seguridad nacional estadounidense. Y en 2019, ULA, con su vehículo de lanzamiento Vulcan/Centaur de nueva generación y menor coste, era una de las cuatro empresas de lanzamiento que competían por el contrato plurianual de compra en bloque del ejército estadounidense para 2022-2026 frente a SpaceX (Falcon 9 y Falcon Heavy), Northrop Grumman (Omega) y Blue Origin (New Glenn), donde sólo los vehículos de SpaceX están volando actualmente y los otros tres están programados para realizar su lanzamiento inicial en 2021.
El investigador de la Universidad de Southampton Clemens Rumpf argumentó en 2015 que la industria mundial de lanzamientos se desarrolló en un "mundo antiguo en el que la financiación del espacio la proporcionaban los gobiernos, lo que daba lugar a una base estable para las actividades espaciales [mundiales]. El dinero para la industria espacial [había sido] seguro y no fomentaba la asunción de riesgos en el desarrollo de nuevas tecnologías espaciales. [...] el panorama espacial [no había cambiado mucho desde mediados de los 80]". En consecuencia, la aparición de SpaceX fue una sorpresa para otros proveedores de lanzamientos "porque la necesidad de evolucionar la tecnología de los lanzadores a pasos agigantados no era evidente para ellos. SpaceX demostró que la tecnología ha avanzado lo suficiente en los últimos 30 años como para permitir nuevos enfoques que cambian el juego del acceso al espacio". The Washington Post dijo que los cambios ocasionados por los múltiples proveedores de servicios compitiendo dieron lugar a una revolución en la innovación.
A mediados de 2015, Arianespace hablaba públicamente de reducciones de plantilla como parte de un intento de seguir siendo competitiva en la "industria europea [que está siendo] reestructurada, consolidada, racionalizada y simplificada" para responder a la competencia de precios de SpaceX. Aun así, "Arianespace seguía confiando en que podría mantener su cuota del 50% del mercado de lanzamientos espaciales a pesar de la reducción de precios de SpaceX mediante la construcción de cohetes fiables, más pequeños y más baratos."
Tras el primer aterrizaje con éxito y la recuperación de una primera etapa del Falcon 9 de SpaceX en diciembre de 2015, los analistas de renta variable del banco de inversión Jefferies estimaron que los costes de lanzamiento para los operadores de satélites que utilizan vehículos de lanzamiento Falcon 9 podrían disminuir en aproximadamente un 40 por ciento de los 61 millones de dólares típicos de SpaceX por lanzamiento, aunque SpaceX sólo había previsto una reducción del precio de lanzamiento de aproximadamente un 30 por ciento por el uso de una primera etapa reutilizada a principios de 2016. A principios de 2016, Arianespace proyectaba un precio de lanzamiento de 90-100 millones de euros, aproximadamente la mitad del precio de Ariane 5 por lanzamiento de 2015.
En marzo de 2017, SpaceX reutilizó una etapa de refuerzo orbital que había sido lanzada, aterrizada y recuperada previamente, afirmando que el coste para la empresa de hacerlo "era sustancialmente inferior a la mitad del coste" de una nueva primera etapa. El director de operaciones, Gwynne Shotwell, dijo que el ahorro de costes "se produjo a pesar de que SpaceX realizó un extenso trabajo para examinar y reacondicionar la etapa. Hicimos mucho más en esta etapa de lo que [está previsto para futuras etapas recuperadas]".

Una revisión de la industria en 2017 por SpaceNews informó: El 5 de julio de 2017, SpaceX había lanzado 10 cargas a lo largo de algo más de seis meses - "superando su cadencia de años anteriores"- y "está bien encaminada para alcanzar el objetivo que se fijó el año pasado de 18 lanzamientos en un solo año." Efectivamente, hubo 18 lanzamientos exitosos de Falcon 9 en 2017. En comparación,
La empresa francesa Arianespace, principal competidora de SpaceX en el lanzamiento de satélites comerciales de telecomunicaciones, realiza entre 11 y 12 lanzamientos al año con su flota de tres cohetes: el pesado Ariane 5, el medio Soyuz y el ligero Vega. Rusia tiene la capacidad de lanzar una docena de veces o más con el Proton, que realiza tanto misiones gubernamentales como comerciales, pero ha operado con una cadencia más lenta en los últimos años debido a los fallos de lanzamiento y al descubrimiento de un material incorrecto utilizado en algunos motores de cohetes. United Launch Alliance, el principal competidor de SpaceX para las misiones de defensa, realiza regularmente alrededor de una docena o más de lanzamientos al año, pero la empresa conjunta de Boeing y Lockheed Martin solo ha realizado cuatro misiones hasta mediados de 2017.
En 2018, el monopolio de ULA en los lanzamientos espaciales de seguridad nacional de Estados Unidos había terminado. ULA respondió al Falcon 9 comenzando a desarrollar en 2014 el cohete Vulcan, una lanzadera parcialmente reutilizable propulsado por los motores BE-4 de Blue Origin, destinado a sustituir sus envejecidos cohetes desechables Atlas V y Delta IV. A principios de 2018, SpaceNews informó que "el ascenso de SpaceX ha trastornado la industria de los lanzamientos espaciales en general." A mediados de 2018, con Protón teniendo tan solo dos lanzamientos en todo un año, la corporación estatal rusa Roscosmos anunció que retiraría la lanzadera Protón, en parte debido a la competencia de alternativas de lanzamiento de menor coste.
En 2018 SpaceX realizó un récord de 21 lanzamientos, superando los 18 de 2017; ULA solo había realizado 8 vuelos en 2018.
A principios de 2019, el "Tribunal de Cuentas francés criticó a Arianespace por lo que "percibió como una respuesta insostenible y demasiado cautelosa al rápido ascenso del cohete Falcon 9, asequible y reutilizable, de SpaceX." Se encontró que el Ariane 6 no era competitivo con las opciones de los proveedores de servicios de lanzamiento de SpaceX, y además encontró que "el resultado más probable para el Ariane 6 es uno en el que la existencia misma del cohete se basará en continuos subsidios anuales de la Agencia Espacial Europea (ESA) para compensar la incapacidad del cohete para mantener los pedidos comerciales más allá de un puñado de contratos con descuento."

### Incrementando la inversión de capital privado
El capital privado invertido en el sector de los lanzamientos espaciales antes de 2015 era modesto. Desde el año 2000 hasta finales de 2015, se habían invertido en el sector espacial un total de 13.300 millones de dólares de financiación de inversiones. De ellos, 2.900 millones de dólares correspondieron a financiación de capital riesgo, de los cuales 1.800 millones se invirtieron solo en 2015.
Para el sector de los lanzamientos espaciales, la situación empezó a cambiar con la inversión de Google y Fidelity Investments de 1.000 millones de dólares en SpaceX en enero de 2015. Si bien las empresas privadas de fabricación de satélites habían realizado anteriormente grandes rondas de capital, esa ha sido la mayor inversión hasta la fecha en un proveedor de servicios de lanzamiento.
SpaceX desarrolló el Falcon Heavy (primer vuelo en febrero de 2018), y está desarrollando el vehículo de lanzamiento Starship con capital privado. Ninguno de los dos cohetes cuenta con financiación pública alguna.
Tras décadas de dependencia de la financiación gubernamental para desarrollar las familias de lanzaderas Atlas y Delta, en octubre de 2014 la empresa sucesora -ULA- comenzó a desarrollar un cohete, inicialmente con fondos privados, como parte de una solución a su problema de "costes de lanzamiento disparados". Sin embargo, en marzo de 2016 quedó claro que el nuevo vehículo de lanzamiento Vulcan se desarrollaría con financiación a través de una asociación público-privada con el gobierno estadounidense. A principios de 2016, las Fuerzas Aéreas estadounidenses habían comprometido 201 millones de dólares para el desarrollo de Vulcan. ULA no ha "puesto un precio firme [al coste total del desarrollo de Vulcan], pero el CEO de ULA, Tory Bruno, ha dicho que los nuevos cohetes suelen costar 2.000 millones de dólares, incluidos 1.000 millones para el motor principal". ULA había pedido al gobierno estadounidense en 2016 que proporcionara un mínimo de 1.200 millones de dólares hasta 2020 para ayudarle a desarrollar la nueva lanzadera espacial estadounidense. No estaba claro cómo el cambio en los mecanismos de financiación del desarrollo podría modificar los planes de ULA para fijar el precio de los servicios de lanzamiento en función del mercado. Desde que comenzó el desarrollo de Vulcan en octubre de 2014, la financiación generada de forma privada para el desarrollo de Vulcan se ha aprobado solo a corto plazo. El consejo de administración de ULA -compuesto en su totalidad por ejecutivos de Boeing y Lockheed Martin- aprueba la financiación del desarrollo trimestre a trimestre.
Otros proveedores de servicios de lanzamiento están desarrollando nuevas lanzaderas espaciales con importantes inversiones de capital público. Para el nuevo vehículo de lanzamiento de la ESA -Ariane 6, cuyo vuelo está previsto para la década de 2020- se solicitaron 400 millones de euros de capital de desarrollo como "parte de la industria", aparentemente capital privado. Se preveía que 2.815 millones de euros fueran aportados por diversas fuentes gubernamentales europeas cuando se hizo pública la estructura de financiación inicial en abril de 2015. Al final, la empresa francesa Airbus Safran Launchers -que construye el Ariane 6- aceptó aportar 400 millones de euros de financiación para el desarrollo en junio de 2015, con la expectativa de formalizar el contrato de desarrollo en julio de 2015.
En mayo de 2015, el poder legislativo japonés estaba estudiando una ley para proporcionar un marco legal a las iniciativas de vuelos espaciales de empresas privadas en Japón. No estaba claro si la legislación se convertiría en ley y, de ser así, si un capital privado significativo entraría posteriormente en la industria japonesa de lanzamientos espaciales como resultado de ello. En el evento, la legislación parece no haberse convertido en ley, y se anticipan pocos cambios en el mecanismo de financiación de los vehículos espaciales japoneses.
La economía del lanzamiento espacial está impulsada, en parte, por la demanda empresarial en la economía espacial. Morgan Stanley proyectó en 2017 que "los ingresos de la industria mundial aumentarán hasta al menos 1,1 billones de dólares en 2040, más del triple que en 2016". Esto no incluye "las posibilidades más aspiracionales que presentan el turismo espacial o la minería, ni los megaproyectos [de la NASA]."

## 2019 hasta la actualidad
En la década de 2010 se iniciaron una serie de respuestas del mercado al aumento de la competencia de bajo coste en los lanzamientos espaciales. Como las tecnologías de motores y cohetes tienen ciclos de desarrollo bastante largos, la mayoría de los resultados de estos movimientos no se verían hasta finales de la década de 2010 y principios de la de 2020.
ULA se asoció con Blue Origin en septiembre de 2014 para desarrollar el motor BE-4 de LOX/metano para sustituir al RD-180 en un nuevo cohete de primera etapa de menor coste. En ese momento, el motor ya estaba en su tercer año de desarrollo por parte de Blue Origin. ULA indicó entonces que esperaba que el motor comenzara a volar no antes de 2019 en un sucesor del Atlas V. Un mes después, ULA anunció una importante reestructuración de los procesos y la plantilla para reducir los costes de lanzamiento a la mitad. Una de las razones aducidas para la reestructuración y los nuevos objetivos de reducción de costes era la competencia de SpaceX. ULA pretendía tener ideas de diseño preliminares para una mezcla de la tecnología del Atlas V y el Delta IV a finales de 2014, pero el diseño de alto nivel se anunció en abril de 2015. A principios de 2018, ULA había trasladado la primera fecha de lanzamiento del vehículo de lanzamiento Vulcan a no antes de mediados de 2020 y, en 2019, aspiraba a lanzarlo en 2021, aunque terminaría siendo retrasado hasta el 2023.
Blue Origin también tiene previsto comenzar a volar su propio vehículo de lanzamiento orbital, el New Glenn, en 2021, un cohete que también utilizará el motor Blue BE-4 en la primera etapa, el mismo que el Vulcan de ULA. Jeff Bezos, de Blue Origin, dijo inicialmente que no planeaban competir en el mercado de lanzamientos militares de EE. UU., afirmando que el mercado es "un número relativamente pequeño de vuelos. Es muy difícil hacerlo bien y ULA ya lo hace muy bien. No estoy seguro de dónde añadiríamos valor." Bezos ve la competencia como algo bueno, sobre todo porque la competencia conduce a su objetivo final de conseguir que "millones y millones de personas vivan y trabajen en el espacio." Esta decisión se revirtió en 2017, con Blue Origin diciendo que sí tenía intención de competir por los lanzamientos de seguridad nacional de los Estados Unidos. En 2019, Blue Origin no solo competía para ofrecer el vehículo de lanzamiento New Glenn para el contrato plurianual de compra en bloque del ejército estadounidense para "todos los lanzamientos de seguridad nacional [de Estados Unidos] de 2022 a 2026" contra SpaceX, ULA (para la que Blue tiene un contrato para proporcionar los motores BE-4 para el ULA Vulcan) y otros, sino que había "dicho que el concurso de la Fuerza Aérea estaba diseñado para beneficiar injustamente a ULA."
A principios de 2015, la agencia espacial francesa CNES comenzó a trabajar con Alemania y algunos otros gobiernos para iniciar un modesto esfuerzo de investigación con la esperanza de proponer un sistema de lanzamiento reutilizable de LOX/metano, tentativamente llamado Ariane Next, a mediados de 2015, con pruebas de vuelo improbables hasta antes de aproximadamente 2026. El objetivo del diseño era reducir tanto el coste como la duración de la renovación del vehículo reutilizable y estaba parcialmente motivado por la presión de  las opciones competitivas de menor coste con capacidades tecnológicas más nuevas que no se encontraban en el Ariane 6. En respuesta a las presiones de la competencia, uno de los objetivos de Ariane Next es reducir el coste de lanzamiento de Ariane en un factor del doble, más allá de las mejoras aportadas por Ariane 6. Estaba previsto que los vuelos operativos comenzaran en 2020, aunque estos se retrasaron al 2023.
SpaceX declaró en 2014 que, si conseguía desarrollar la tecnología reutilizable, a largo plazo podrían alcanzarse precios de lanzamiento de entre 5 y 7 millones de dólares para el Falcon 9 reutilizable. En realidad, SpaceX no optó por desarrollar la segunda etapa reutilizable para el Falcon 9, pero lo está haciendo para su vehículo de lanzamiento de próxima generación, la nueva Starship totalmente reutilizable. SpaceX indicó en 2017 que el coste marginal de un solo lanzamiento de la Starship sería de aproximadamente 7 millones de dólares. En noviembre de 2019, Elon Musk redujo esta cifra a 2 millones de dólares -900.000 dólares por el combustible y 1,1 millones por los servicios de apoyo al lanzamiento-. Después de mediados de la década de 2010, los precios de los servicios de lanzamiento de smallsat y cubesat comenzaron a disminuir significativamente. Tanto la adición de nuevos vehículos de lanzamiento pequeños al mercado (Rocket Lab, Electron, Firefly, Vector y varios proveedores de servicios chinos) como la adición de nueva capacidad de los servicios de viaje compartido están presionando los precios de los proveedores existentes. "Los cubesats cuyo lanzamiento costaba entre 350.000 y 400.000 dólares ahora cuestan 250.000 dólares y van a la baja".
Según un panel del sector entrevistado en octubre de 2018, se espera una sacudida del sector entre 2019 y 2021 debido al exceso de oferta en comparación con la demanda. Los precios deberían alcanzar la estabilidad una vez que los nuevos participantes hayan demostrado sus capacidades.
En el primer trimestre de 2020, SpaceX puso en órbita más de 61.000 kg (134.000 libras) de masa de carga útil, mientras que todos los lanzadores chinos, europeos y rusos pusieron en órbita aproximadamente 21.000 kg (46.000 libras), 16.000 kg (35.000 libras) y 13.000 kg (29.000 libras), respectivamente, y todos los demás proveedores de lanzamiento lanzaron aproximadamente 15.000 kg (33.000 libras).

## Respuesta de la industria de lanzamientos espaciales
Además de las reducciones de precios de los contratos de servicios de lanzamiento, los proveedores se están reestructurando para hacer frente a las crecientes presiones competitivas del sector.
En 2014, United Launch Alliance (ULA) inició una importante reestructuración de varios años de los procesos y de su plantilla para reducir los costes de lanzamiento a la mitad. En mayo de 2015, ULA anunció que reduciría sus filas ejecutivas en un 30% en diciembre de 2015, con el despido de 12 ejecutivos. Los despidos de directivos fueron el "comienzo de una importante reorganización y rediseño", ya que ULA se esfuerza por "reducir los costes y buscar nuevos clientes para garantizar un crecimiento continuo a pesar del auge de [SpaceX]".
Según un director general de Arianespace en 2015, "Está muy claro que SpaceX supone un reto muy importante. Por lo tanto, las cosas tienen que cambiar, y la industria europea se está reestructurando, consolidando, racionalizando y optimizando."
Jean Botti, director de tecnología de Airbus (fabricantes del Ariane 5) advirtió que "los que no se tomen en serio a Elon Musk tendrán mucho de qué preocuparse".
Airbus anunció en 2015 que abriría un centro de I+D y un fondo de capital riesgo en Silicon Valley. El consejero delegado de Airbus, Fabrice Bregier, declaró: "¿Cuál es la debilidad de un gran grupo como Airbus cuando hablamos de innovación? Creemos que tenemos mejores ideas que el resto del mundo. Creemos que sabemos porque controlamos las tecnologías y las plataformas. El mundo nos ha demostrado en la industria del automóvil, la industria espacial y la industria de alta tecnología que esto no es cierto. Y tenemos que estar abiertos a las ideas e innovaciones de otros". Por su parte, el CEO de Airbus Group, Tom Enders, afirmó: "La única forma de hacerlo para las grandes empresas es crear espacios fuera del negocio principal donde permitamos e incentivemos la experimentación. -Eso es lo que hemos empezado a hacer, pero no hay un manual- Es un poco de prueba y error. Todos nos sentimos desafiados por lo que hacen las empresas de Internet".
Tras el fallo de la lanzadera de SpaceX en junio de 2015 -debido a los precios más bajos, la mayor flexibilidad para los lanzamientos de carga parcial del elevador pesado Ariane y el menor coste de las operaciones del puerto espacial del Centro Espacial de la Guayana de la ESA- Arianespace recuperó el liderazgo competitivo en los contratos de lanzamiento comercial firmados en 2015. El éxito de SpaceX en la recuperación de un cohete de primera etapa en diciembre de 2015 no cambió las perspectivas de Arianespace. El director general de Arianespace, Israel, declaró al mes siguiente que los "desafíos de la reutilización no han desaparecido. -La tensión en las estructuras de la etapa o del motor del paso a alta velocidad a través de la atmósfera, la penalización del rendimiento de reservar el combustible para el vuelo de regreso en lugar de maximizar la capacidad de elevación del cohete, la necesidad de muchos lanzamientos anuales para que la economía funcione- todos siguen siendo problemas.
A pesar de la reestructuración de ULA iniciada en 2014 para reducir los costes de lanzamiento a la mitad, el lanzamiento espacial más barato de ULA a principios de 2018 seguía siendo el Atlas V 401 a un precio de aproximadamente 109 millones de dólares , más de 40 millones de dólares más que un lanzamiento comercial estándar de SpaceX, que el ejército estadounidense comenzó a utilizar para algunas misiones del gobierno estadounidense que volaron en 2018. A principios de 2018, dos agencias espaciales gubernamentales europeas -CNES y DLR- iniciaron el desarrollo del concepto de un nuevo motor reutilizable destinado a ser fabricado a una décima parte del coste del motor de la primera etapa del Ariane 5, Prometheus. A partir de enero de 2018, la primera prueba de vuelo del nuevo motor en un vehículo de demostración se esperaba para 2020. El objetivo era "establecer una base de conocimiento para futuros vehículos de lanzamiento que podrían, tal vez, ser reutilizables."
En el mercado de lanzamientos de pequeños satélites -incluyendo tanto los servicios de lanzamiento compartido en lanzaderas de carga media y pesada, como la capacidad de desarrollo de lanzaderas pequeñas- los precios estaban cayendo a principios de 2018, a medida que entraba en el mercado más capacidad de lanzamiento. Los lanzamientos de Cubesat que antes costaban entre 350 y 400 mil dólares habían bajado en marzo de 2018 a 250 mil dólares , y los precios seguían bajando. Se espera que la nueva capacidad de los vehículos chinos Long March, los vehículos indios PSLV de elevación media, una serie de nuevos lanzadores pequeños de Virgin Orbit, Rocket Lab, FireFireflyfly y una serie de nuevos vehículos de lanzamiento pequeños chinos ejerzan aún más presión a la baja sobre los precios, al tiempo que aumentan la capacidad de las entidades que lanzan satélites pequeños para comprar fechas y órbitas de lanzamiento personalizadas, aumentando la capacidad de respuesta general a estos compradores.
En 2013, casi la mitad de las cargas útiles de los lanzamientos comerciales del mundo se lanzaron en vehículos de lanzamiento rusos. Para 2018 se prevé que la cuota de mercado de los servicios de lanzamiento rusos se reduzca a cerca del 10% del mercado mundial de lanzamientos comerciales. Rusia lanzó solo tres cargas útiles comerciales en 2017. Los problemas técnicos del cohete Protón y la intensa competencia con SpaceX han sido los principales impulsores de este descenso. La cuota de SpaceX en el mercado comercial ha pasado del 0% en 2009 a un 50% previsto para 2018.
En 2018, Rusia ha indicado que podría reducir su enfoque en el mercado de los lanzamientos comerciales. En abril de 2018, el principal funcionario de vuelos espaciales de Rusia, el vice primer ministro Dmitry Rogozin, dijo en una entrevista: "La cuota de los vehículos de lanzamiento es tan pequeña como el cuatro por ciento del mercado global de servicios espaciales. La participación del cuatro por ciento no merece el esfuerzo de intentar apartar a Musk y a China. La fabricación de cargas útiles es donde se puede hacer más dinero".
Los ingresos del mercado mundial de lanzamientos de los 33 lanzamientos orbitales comerciales en 2017 se estimaron en algo más de 3.000 millones de dólares, mientras que la economía espacial mundial es mucho mayor, con 345.000 millones de dólares (datos de 2016). El sector de los lanzamientos es cada vez más competitivo; sin embargo, hasta la fecha no ha habido indicios de un gran aumento de las oportunidades de lanzamiento en respuesta a la disminución de los precios. Rusia puede ser el primer proveedor de lanzamientos en verse afectado por la sobreoferta de servicios de lanzamiento.
En mayo de 2018, cuando SpaceX se preparaba para lanzar la primera versión Block 5 del Falcon 9, Eric Berger informó en Ars Technica que, durante los ocho años transcurridos desde su lanzamiento inaugural, el Falcon 9 se había convertido en el cohete dominante a nivel mundial, gracias a los esfuerzos de SpaceX por asumir riesgos e innovar impulsando la eficiencia. El primer cohete Block 5 voló con éxito el 11 de mayo de 2018, y SpaceX entonces "bajó el precio estándar de un lanzamiento de Falcon 9 de 62 millones de dólares a unos 50 millones de dólares . Esta medida refuerza aún más la competitividad de SpaceX en el mercado de los lanzamientos espaciales comerciales."
A mediados de 2018, nada menos que tres vehículos de lanzamiento comerciales -Ariane 6, Vulcan y New Glenn- estaban programados para su lanzamiento inicial en 2020, dos de ellos explícitamente dirigidos a responder competitivamente a las ofertas de SpaceX (aunque periodistas y expertos de la industria expresaban dudas de que todas estas fechas objetivo se cumplieran).
Además de construir nuevas lanzaderas e intentar para bajar sus precios, las respuestas competitivas podían incluir nuevos productos, como una cadencia de lanzamiento más ajustada para lanzamientos de cargas duales ofertadas por Blue Origin. Blue Origin anunció en 2018 que tenían intención de contrartar los servicios de lanzamiento espacial de manera un poco diferente a la que se ofrecía en el mercardo. La compañía declaró que apoyaría una cadencia de hasta ocho lanzamientos por año. Si una de las cargas no estuviera disponible para lanzamiento, la empresa respetaría los tiempos propuestos inicialmente y enviaría al espacio las cargas disponibles, sin sobrecoste alguno. Esto es bastante diferente de cómo otros contratos de lanzamientos duales habían sido administrados por Arianespace (Ariane 5 y Ariane 6) y Mitsubishi Heavy Industries (H-IIA y H3) anteriormente. SpaceX e International Launch Services sólo ofrecen contratos de lanzamiento dedicados.
En junio de 2019, la Comisión Europea financió un proyecto de tres años llamado RETALT para "[copiar] la técnica de disparo de motores retropropulsivos utilizada por SpaceX para aterrizar las primeras etapas de sus cohetes Falcon 9 en tierra y en naves de drones autónomos". La financiación del proyecto RETALT, que asciende a 3 millones de euros, se concedió a la Agencia Espacial Alemana y a cinco empresas europeas para financiar un estudio destinado a "subsanar las carencias de conocimientos técnicos en materia de cohetes reutilizables en Europa."

## Efecto en industrias relacionadas
El diseño y la fabricación de satélites está empezando a aprovechar estas opciones de menor coste para los servicios de lanzamiento espacial.
Uno de estos sistemas de satélites es el Boeing 702SP, que puede lanzarse como un par en una pila de doble satélite más ligera -dos satélites unidos en un solo lanzamiento- y que se diseñó específicamente para aprovechar la lanzadera SpaceX Falcon 9, de menor coste. El diseño se anunció en 2012 y los dos primeros satélites de comunicaciones con este diseño se lanzaron de manera conjunta en marzo de 2015, por un precio récord de aproximadamente 30 millones de dólares por satélite de comunicaciones GSO. El consejero delegado de Boeing, James McNerney, ha indicado que la creciente presencia de SpaceX en la industria espacial está obligando a Boeing "a ser más competitiva en algunos segmentos del mercado."
Las primeras informaciones sobre la constelación Starlink de 4.000 satélites operada por SpaceX, destinada a proporcionar servicios globales de Internet, junto con una nueva fábrica dedicada a la fabricación de satélites pequeños de bajo coste, indican que la industria de fabricación de satélites puede "experimentar un shock de abastecimiento similar al que está experimentando la industria de lanzadores" en la década de 2010.
El inversor de capital riesgo Steve Jurvetson ha indicado que no se trata simplemente de que los precios de lanzamiento sean más bajos, sino de que los precios conocidos actúan como una señal que transmite información a otros empresarios que luego utilizan para poner en marcha nuevas empresas relacionadas.

## Coste de las lanzaderas espaciales frente a coste por peso
Aunque el coste de las lanzaderas espaciales es una métrica que se utiliza para compararlas, el coste por libra/kg lanzada es también un factor importante que no siempre está directamente correlacionado con el coste total de la lanzadera espacial. El coste por libra/kg lanzada varía mucho debido a las negociaciones, los precios, la oferta y la demanda, los requisitos de los clientes y el número de cargas por lanzamiento. El precio también difiere según la órbita requerida. Los lanzamientos en órbita geosíncrona aprovechan la economía de escala con lanzaderas más grandes y un mayor uso de la capacidad máxima de carga en comparación con los lanzamientos en LEO. Estas diferencias de costes y requisitos hacen que el análisis del mercado sea impreciso.